# Zygmunt Rytel

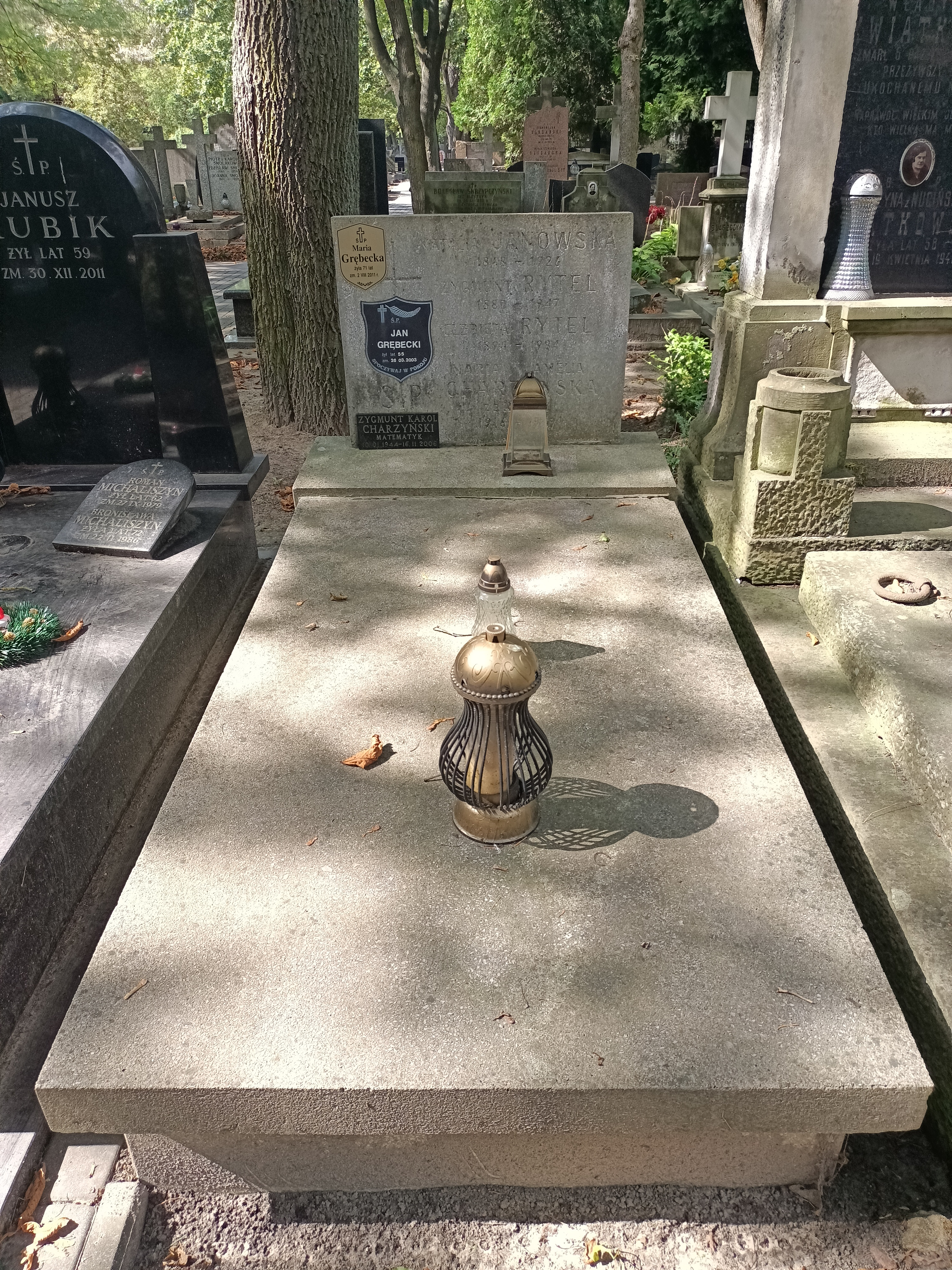
Nagrobek Zygmunta Rytla na cmentarzu powązkowskim

Zygmunt Rytel (ur. 24 kwietnia 1880 w Równem, zm. 1 grudnia 1947 w Warszawie) – polski profesor nauk o zarządzaniu, dziekan Wydziału Organizacji Przemysłowej Wyższego Studium Nauk Społeczno-Gospodarczych w Katowicach.

## Biografia
Był synem Cezarego, ziemianina i inżyniera chemika oraz Józefy z Jachimowiczów. Jego młodszy brat Wacław (imię zakonne Wiator) (1883–1942) był kapucynem i działaczem Polskiego Czerwonego Krzyża, został zamordowany w obozie Dachau (KL).
Z. Rytel był dwukrotnie żonaty. Z Teresą Potopowicz miał dwie córki: Marię - zakonnicę-niepokalankę i Zofię - bibliotekarkę w Szkole Głównej Handlowej. Zaś z Elżbietą z Janowskich kolejne córki: Marię Choczyńską i Jadwigę Grębecką - architekta. Był wujem pisarza Tadeusza Dołęgi-Mostowicza.
Naukę gimnazjalną rozpoczął w Kijowie, ale w 6. klasie przeniósł się do Petersburga, gdzie ukończył szkołę średnią, a następnie wstąpił do tamtejszego Instytutu Technologicznego. W 1899 został usunięty z uczelni za udział w rozruchach studenckich; ponownie przyjęty w 1900, ukończył ją w 1904. W czasie studiów współpracował z kołami Polskiej Partii Socjalistycznej, m.in. przewoził bibułę przez Finlandię do Warszawy, drukował odezwy.
Po ukończeniu studiów krótko przebywał w Łodzi, w 1905 wyjechał do Kurska; stamtąd przeniósł się do Towarzystwa Briańskich Zakładów Stalowych i Mechanicznych, gdzie pracował najpierw jako kierownik działu montażowego, a od 1916 jako dyrektor techniczny. Do wybuchu I wojny odbył kilka podróży zagranicznych, m.in. do Paryża zaznajamiając się tam z pracami F. W. Taylora i H. Fayola. W fabrykach briańskich prowadził pracę oświatową wśród robotników, założył bibliotekę, był współzałożycielem Towarzystwa Demokratycznego dla uchodźców polskich, którego został przewodniczącym.
W 1919 powrócił R. do Polski i podjął pracę przy organizacji Państwowej Fabryki Karabinów w Warszawie, w latach 1921–1922 był jej dyrektorem. Następnie przez wiele lat był dyrektorem technicznym Warszawskiej Spółki Akcyjnej Budowy Parowozów. W 1935 związał się ze Stowarzyszeniem Mechaników Polskich z Ameryki, był członkiem jego zarządu dyrektorem naczelnym do 1938, kiedy to  został dyrektorem fabryki „Lilpop, Rau i Loewenstein”.
Po wojnie zamieszkał w Katowicach, gdzie pracował jako doradca w Zjednoczeniu Przemysłu Taboru Kolejowego „Tasko” i Technicznym Zjednoczeniu Przemysłu Metalowego „Południe”.
Jest zaliczany, obok Karola Adamieckiego, Edwina Hauswalda, Piotra Drzewieckiego i Stanisława Bieńkowskiego, do wielkiej piątki polskich inżynierów organizatorów okresu międzywojennego. Profesor Zbigniew Martyniak scharakteryzował go jako „najwybitniejszego teoretyka wśród praktyków tworzących polską naukę organizacji, a zarazem najzagorzalszego praktyka wśród teoretyków”.
Działał bardzo aktywnie w stowarzyszeniach technicznych i naukowych. Był w 1922 przewodniczącym Koła Mechaników Stowarzyszenia Techników Polskich w Warszawie (ST).
Obok Karola Adamieckiego należał do inicjatorów powołania do życia w 1923 Koła Inżynierów Naukowej Organizacji Pracy przy ST i został jego wiceprezesem, a w latach 1925–1927 prezesem. Wchodził w skład komisji, powołanej na I Zjeździe Inżynierów Mechaników Polskich (1923), która doprowadziła do utworzenia Polskiego Komitetu Normalizacyjnego, a następnie był przedstawicielem Koła Mechaników w tym komitecie. Należał do grupy założycieli (1926) Stowarzyszenia Inżynierów Mechaników Polskich (SIMP), wchodził w skład jego zarządu w latach 1926–1937, w latach 1933–1934 był wiceprezesem. Wchodził w skład komitetów redakcyjnych organów prasowych SIMP: „Wiadomości SIMP” (od 1934) i „Przeglądu Mechanicznego” (od 1935). Zainicjował powstanie w ramach SIMP Sekcji Organizacji i Kierownictwa, której przewodniczył (zajmowała się przede wszystkim opracowaniem wzorcowych schematów organizacyjnych dla zakładów przemysłowych). Wziął udział w I Polskim Kongresie Inżynierów we Lwowie (1937), przewodnicząc obradom sekcji przemysłów konstrukcyjno-obróbkowych. Był członkiem Rotary Club.
W związku z pełnionymi funkcjami dyrektorskimi w coraz większym stopniu interesował się naukową organizacją pracy, publikował na ten temat artykuły i wygłaszał referaty. Był w 1924 uczestnikiem I Zjazdu Polskiego Zrzeszeń Naukowej Organizacji Pracy. Od chwili założenia w 1925 brał udział w pracach Instytutu Naukowej Organizacji (od 1933 Instytut Naukowy Organizacji i Kierownictwa – INOiK), w latach 1933–1939 był członkiem Rady Instytutu i w latach 1933–1939 jej wiceprezesem. Należał do organizatorów Zjazdów Naukowej Organizacji, uczestniczył w Międzynarodowych Zjazdach Organizacji i Administracji; na jednym z nich w Rzymie (1927) wygłosił referat Wpływ naukowej organizacji na podniesienie wydajności i zarobków w fabryce „Parowóz”. Po śmierci K. Adamieckiego w 1933 powierzono mu wykłady i ćwiczenia z organizacji i zarządzania na Wydziałach Mechanicznym, Chemicznym i Architektury Politechniki Warszawskiej, które prowadził je do wybuchu II wojny światowej.
Wiosną 1940 Niemcy zwolnili Z. Rytla z funkcji dyrektora fabryki Lilpop, Rau i Loewenstein. W następnych latach okupacji prowadził warsztat mechaniczny. Po aresztowaniu prezesa INOiK Piotra Drzewieckiego (1942) przejął opiekę nad Instytutem, formalnie rozwiązanym przez okupanta. W 1945 został dziekanem Wydziału Organizacji Przemysłowej Wyższego Studium Nauk Społeczno-Gospodarczych w Katowicach (w późniejszych latach przekształconego w Akademię Ekonomiczną im. Karola Adamieckiego, obecnie Uniwersytet Ekonomiczny w Katowicach).
Opracował energetyczną koncepcję oceny działań, która, wywodzona od H. Emersona, przyniosła mu ogromny sukces. Sformułował ją w rozprawie Teoretyczne problemy organizacji. Uważał, że aktywność każdego kierownika powinna być skoncentrowana na likwidacji strat, z wyjątkiem tych, których uniknąć się nie da. Dzięki temu możliwe będzie osiągnięcie wyniku idealnego przy danym zasobie energii lub też zmniejszonej do minimum ilości energii zużytej. To prowadzi do sprecyzowanie pojęcia sprawności i skuteczności działania. Wg Rytla sprawność jest to stosunek rezultatu działania do energii włożonej. Skuteczność natomiast odnosi się do dwóch przypadków, jako że nakłady pracy możliwe do zastosowania są albo ograniczone, albo też celem jest uzyskanie określonego wyniku użytecznego. W pierwszym przypadku chodzi o maksymalizację wyniku użytecznego przy danych nakładach, co nazywa się wydajnością. W drugim, o maksymalizację nakładów przy danym wyniku użytecznym, co nazywa się oszczędnością.
Opierając się na rozważaniach na temat sprawności i skuteczności Z. Rytel uogólnił prawo optymalnej produkcji K. Adamieckiego. Sformułował prawo optymalnej działalności - „Przy wszelkiej działalności zwiększając rozchód, wysiłek osiąga w pewnym punkcie optymalną wydajność, poza którą skutek użyteczny maleje”.
Z. Rytel zaproponował cykl usprawnień organizatorskich:
1. faza - ustalenie układu (dane dotyczące maszyn, warunki pracy, kwalifikacje pracowników)
2. faza - ustalenie przebiegu pracy - (spis czynności, chronometraż czynności, harmonogram prac)
3. faza A - badanie i projektowanie zmian ((określić czynności, wyeliminować zbędne, zaprojektować zmiany w urządzeniach, zdefiniować kwalifikacje pracowników)
4. faza - wykonanie tych zmian (wprowadzamy zmiany, obserwujemy co się dzieje, robotnik nabiera wprawy)
5. faza - kontrola i badanie przebiegu pracy (nowa kolejność operacji, nowy chronometraż, nowy harmonogram, nowe warunki wzorcowe i normatywy)
6. faza - porównanie i dalsze wnioski (porównanie harmonogramów, wzorców, określamy zwiększenie sprawności, tempa nasilenia, czy dokonane zmiany są ostateczne?, a jeśli nie, to nakreślamy plan przyszłych ulepszeń)

Z. Rytel jest także autorem koncepcji nasilenia działalności, pojmowanej jako liczba zużytych godzin pracy w danym czasie. Tego rodzaju wskaźnik skuteczności cząstkowej pozwala ocenić stopień zorganizowania działania i wykorzystania czasu kalendarzowego. Dla każdego działania określa się tak zwane nasilenie wzorcowe, dzięki któremu możliwe jest określenie niezbędnej liczny okresów (godzin, dni, itp.) dla danego zadania. Stosunek liczby okresów rzeczywistych do liczby okresów niezbędnych przy wzorcowym nasileniu to współczynnik obiegowy. 
Rozwinięciem tej koncepcji było opracowanie tzw. esogramów jako techniki organizowania w czasie złożonych przedsięwzięć. Esogram pokazuje neutralne tempo narastania pracochłonności w cyklu budowy oraz służy do rejestracji rzeczywistego przyrostu pracochłonności, stanowiąc podstawę do działań koordynacyjnych. Analiza szeregu esogramów rzeczywistych dla różnych jednostek danego typu pozwala wyprowadzić wnioski co do trendu narastania pracochłonności budowy i w konsekwencji udoskonalić esogramy normatywne. Aktualnie esogramy normatywne wykorzystywane są w czasie planowania i kontroli wykonywania produkcji lub inwestycji
Był autorem kilkudziesięciu artykułów opublikowanych w Przeglądzie Technicznym i Przeglądzie Organizacji, poświęconych przede wszystkim naukowej organizacji pracy, kierownictwu, zarządzaniu, ale także roli inżyniera w życiu społeczno-gospodarczym, warunkom rozwoju techniki i różnorodnym problemom ekonomicznym. Był pierwszym teoretykiem organizacji, który sformułował definicje organizacji, kierownictwa, naukowej organizacji, działalności, funkcji, skuteczności, energii zaangażowania i sprawności działania, stosując przy ich objaśnianiu oryginalne interpretacje graficzne. Starał się przy tym oderwać od tradycyjnego podejścia przemysłowego i nadać im zakres uniwersalny, tzn. odnieść je do wszelkich rodzajów działalności. Tym samym Z. Rytla można uważać za jednego z prekursorów prakseologicznej teorii organizacji.
Po śmierci profesor Rytel spoczął na cmentarzu Powązkowskim (kwatera 90-3-30).

## Wybrane publikacje
- Współczynnik obiegowy jako kryterium oceny pracy fabryki i esogramy, Przegląd Organizacji, 1930, nr 1.
- Racjonalizacja i współpraca przedsiębiorstw, Warszawa, 1931.
- Zarys nauki organizacji i kierownictwa, Warszawa, 1936.
- Harmonogram normatywny, Przegląd Organizacji, 1946, nr 11.
- Teoretyczne podstawy organizacji, Instytut Naukowej Organizacji i Kierownictwa, Kraków-Poznań, 1947.

## Ordery i odznaczenia
- Złoty Krzyż Zasługi (19 lipca 1939)[2]